# Стрілецький Іван Васильович
Іва́н Васи́льович Стріле́цький (20 січня 1949, Китайгород, нині Кам'янець-Подільського району Хмельницької області) — представник Верховної Ради України в Міжпарламентській Асамблеї країн — учасниць СНД.

## Біографія
Народився в багатодітній сім'ї. 1966 року закінчив Китайгородську середню школу та вступив до гірничого професійно-технічного училища № 31 в місті Шахтарськ Донецької області. У 1968—1975 роках працював у Шахтарську на шахті Посніковська № 1 комбінату «Шахтарськантрацит». Пройшов шлях від працівника очисного забою до директора шахти. Від 1973 року до листопада 1974 року служив в Радянській армії в місті Кіровобад Азербайджанської РСР.
У 1978—1986 роках працював в апараті ЦК ЛКСМУ, з них п'ять років завідував відділом робітничої молоді.
Без відриву від виробництва закінчив політехнічний інститут у Донецьку, Вищу партійну школу при ЦК КПУ в Києві.
У травні 1986 року брав активну участь у ліквідації аварії на Чорнобильській АЕС.
1986 року Стрілецького призначили першим заступником голови Ленінградського райвиконкому Києва. 1989 року став заступником генерального директора Київського авіаційного об'єднання. Далі працював віце-президентом «Укравіапрому», головним інженером «Укрзовніштрансу».
Від 1999 року працює в апараті Верховної Ради України, від 2000 року — заступник керівника справ. У листопаді 2003 року Стрілецького відрядили представником Верховної Ради України в Міжпарламентські Асамблеї країн — учасниць СНД. Нині заступник Генерального Секретаря Ради МПА СНД.
Був депутатом районних і міських рад народних депутатів чотирьох скликань.

## Краєзнавча діяльність
Автор книг «Таїна віків — столиця Великого Атилли Кита Гора», «Велика княгиня Русі — українка Олена Глинська».

## Нагороди
Нагороджено орденом Трудового Червоного Прапора, орденом «Співдружності». Повний кавалер «Шахтарської Слави» (першого, другого та третього ступенів).